# جیمی ویکتوری
جیمی ویکتوری (انگلیسی: Jamie Victory؛ زادهٔ ۱۴ نوامبر ۱۹۷۵) بازیکن فوتبال اهل بریتانیا است.
از باشگاه‌هایی که در آن بازی کرده‌است می‌توان به باشگاه فوتبال وستهام یونایتد، باشگاه فوتبال چلتنهام تاون، و باشگاه فوتبال ای‌اف‌سی بورنموث اشاره کرد.